# Obús remolcat
Un obús remolcat és una peça d'artilleria dissenyada per moure's com una càrrega remolcada darrere d'un vehicle tractor d'artilleria. L'artilleria remolcada són obusos amb rodes, que poden transportar-se per aire per donar suport a la infanteria aliada, i són remolcats darrere de vehicles tractors d'artilleria, semiorugues, o camions militars. Els obusos remolcats ofereixen una escassa protecció a les seves tripulacions, i disparar els pesats projectils a una cadència de tir ràpida requereix un gran esforç per part de la dotació de l'obús. Cal fer algun ajustament de l'arma, per col·locar-la en posició de tret. Actualment aquestes peces d'artilleria estan sent reemplaçades per l'artilleria autopropulsada, no obstant alguns exèrcits encara les utilitzen al seu arsenal.

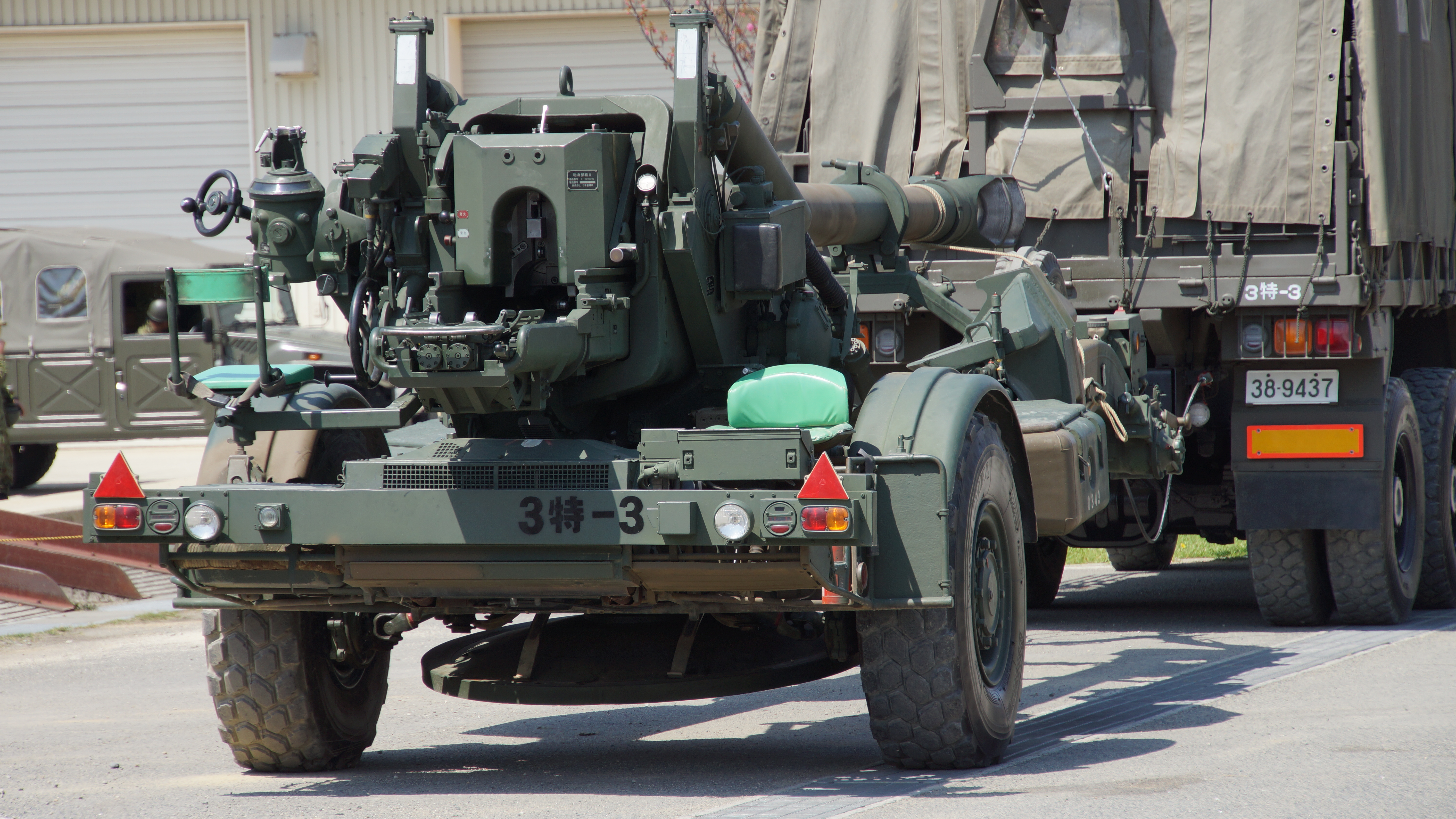
Vista del darrere d'un obús remolcat FH70, de la Força Terrestre d'Autodefensa del Japó, al campament militar Shinodayama, el 16 d'abril de 2017.

## Història
L'obús va aparèixer a la primera meitat del segle xix, però va ser durant la Primera Guerra Mundial quan va aconseguir gran importància com la principal peça d'artilleria pesada, en permetre atacar des de dalt les fortificacions semienterrades que eren gairebé invulnerables per als canons de campanya tradicionals. La velocitat dels projectils disparats per un obús era, al passat inferior a la aconseguida per un canó del mateix calibre en tir directe. Però actualment, gràcies als avenços en matèria de propel·lents, agregant càrregues de propulsió addicionals, s'assoleix una velocitat inicial del projectil més gran i més abast. Actualment la majoria de les peces artilleres modernes són canons obusos, permetent actuar tant en tir directe com indirecte. A la Segona Guerra Mundial, l'obús remolcat de 105 mm M2A1 va ser probablement l'arma d'artilleria més eficaç de l'Exèrcit dels Estats Units.

## Obusos remolcats per país

### Alemanya
- 10,5 cm leichte Feldhaubitze 16
- 10.5 cm leFH 18
- 21 cm Mörser 10
- 21 cm Mörser 16

### Canadà
- Obús GC-45

### Espanya
- Santa Bàrbara Sistemes 155/52

### Estats Units
- Canó Atòmic M65
- Obús M101
- Obús M102
- Obús M114 155 mm
- Obús M115
- Obús M119
- Obús M198

### França
- Obús de muntanya 105/11 model 1919 Schneider
- Canó curt Schneider Model 1934 105 mm
- Canó curt Model 1935 B 105 mm
- Obús de 155 mm model 1917 Schneider
- Obús de 155 mm Model 50
- TRF1

### Israel
- Soltam M-71

### Itàlia
- OTO Melara Model 56

### Japó
- Obús Tipus 96 150 mm

### Regne Unit
- Canó lleuger L118
- FH-70
- Obús M777

### Rússia
- Obús 2A65 de 152 mm

### Sud-àfrica
- Obús Denel G5

### Unió Soviètica
- Obús de 203 mm M1931 (B-4)